# The New York Times
The New York Times (prononcé en anglais : /ðə nu ˈjɔɹk taɪmz/), abrégé NYT, est un quotidien new-yorkais fondé en 1851, publié en anglais, espagnol et chinois. Il est parfois surnommé The Grey Lady.
Le New York Times est une filiale de la New York Times Company, société cotée en bourse. Il est un des trois journaux les plus lus des États-Unis avec le Wall Street Journal et USA Today. Du fait de sa qualité et de ses révélations, il est souvent considéré comme un journal américain de référence et ses enquêtes sont récompensées par 130 prix Pulitzer,. C'est aussi le quotidien américain qui compte le plus de lecteurs à l'étranger. Le journal emploie 1 700 journalistes en 2020 et le directeur de la rédaction est Joseph Kahn. Le journal est détenu depuis maintenant cinq générations par la famille Ochs-Sulzberger via le Trust familial Ochs-Sulzberger.
La devise du journal, affichée dans le coin supérieur gauche de la première page, « All the News That's Fit to Print » (« Toutes les nouvelles qui méritent d'être imprimées »), date du rachat du journal par Adolph Ochs en 1896. Elle fait référence à sa volonté de se différencier des quotidiens qui pratiquaient le journalisme jaune, comme le New York World et le New York Journal.

## Histoire du journal

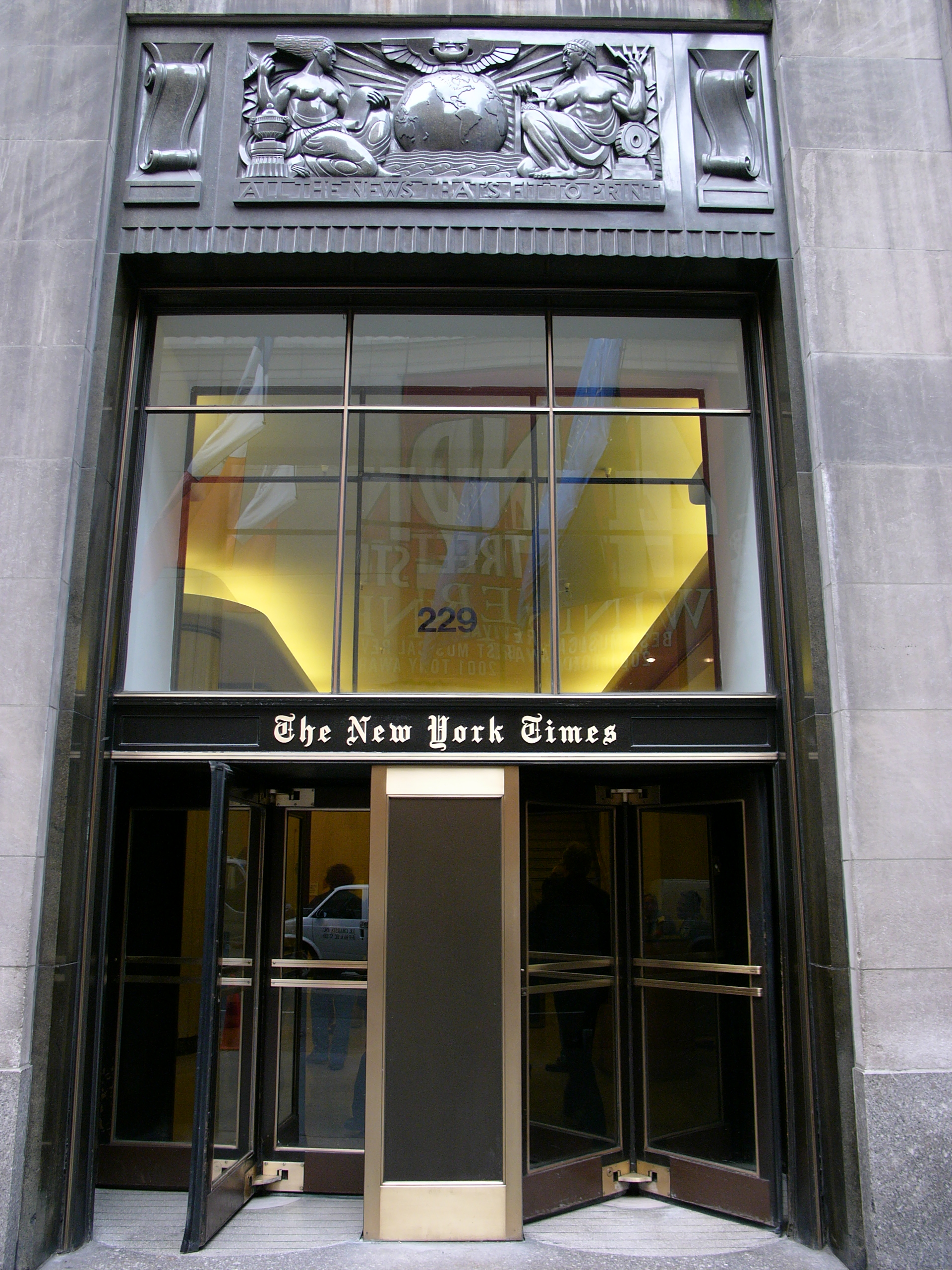
L'entrée de l'ancien siège du journal (1913 - 2007) au 229 West de la.

Le quotidien est fondé le 18 septembre 1851 par le banquier George Jones et le journaliste et homme politique Henry Jarvis Raymond. Il s'intitule alors New-York Daily Times. Le titre est rebaptisé New-York Times en 1857 et le tiret est abandonné en 1896.
Les éditions du dimanche du New York Times débutent en 1861 pour offrir une couverture plus complète des événements liés à la guerre de Sécession.
Après la guerre de Sécession, le New York Times dénonce les hommes politiques souhaitant redistribuer aux anciens esclaves une partie des propriétés des esclavagistes (tels le représentant Thaddeus Stevens et le sénateur Charles Sumner, accusés d’être de « mauvais Américains ») : « Tenter de justifier la confiscation de la terre sudiste par une prétendue nécessité de faire justice aux affranchis, c'est s'attaquer en fait aux racines de la propriété au Nord comme au Sud ».
Le journal gagne son premier prix Pulitzer en 1918 pour ses articles sur la Première Guerre mondiale.
En 1942, le journal commence à publier ses célèbres mots croisés dans l'édition du dimanche. À partir de 1950, leur parution devient quotidienne, la difficulté des grilles s'accroissant à mesure que la semaine avance.
Le journal acquiert la station de radio de musique classique WQXR en 1944, à la demande de son propriétaire, John V. L. Hogan (en), qui refuse la proposition de rachat du New York Post. Elle devient l'une des plus grandes et prestigieuses radios de la région new-yorkaise.
En 1946, le New York Times introduit une section mode et lance une édition internationale qui s'arrête en 1967 lors de la reprise de l'International Herald Tribune en collaboration avec le Washington Post.
En 1963, le journal prend position en faveur du coup d’État contre le président de la République dominicaine Juan Bosch. Celui-ci, premier président élu démocratiquement depuis le renversement de la dictature de Rafael Trujillo, conduisait une politique de nature réformiste jugée dangereuse dans le contexte de paranoïa anticommuniste suivant la révolution cubaine.
La section op-ed, abréviation de « opposite the editorial page », paraît à partir de 1970. Contrairement à l'éditorial, elle est signée, par des journalistes du quotidien ou des écrivains indépendants, et reflète des opinions sans liens avec le comité de rédaction du journal.
La version en ligne du New York Times est lancée en 1996. Les lecteurs du monde entier peuvent ainsi accéder gratuitement aux articles les plus récents. Le 27 juin 2012, une édition en chinois est également proposée sur internet.
Le New York Times annonce en octobre 2014 qu'il va supprimer une centaine de postes de journalistes, et ce malgré une hausse de ses résultats financiers.
En Amérique du Nord, les organes de presse écrite soutiennent traditionnellement un candidat aux élections. Lors des élections municipales de 2005 à New York, le New York Times apporte son soutien au républicain progressiste Michael Bloomberg contre le candidat démocrate Fernando Ferrer. Pour les élections présidentielles, son choix se porte généralement sur le candidat du Parti démocrate (1988, 1992, 1996, 2000, 2004 et 2008).
Lors de l'élection présidentielle de 2016, le journal soutient Hillary Clinton. Ce choix — qui est également celui de la très grande majorité de la presse, — lui est vertement reproché par Donald Trump qui juge sa couverture de la campagne présidentielle « très médiocre et très imprécise » et aussi « malhonnête ». Quelques jours après l'élection, Arthur Ochs Sulzberger, Jr., directeur de la publication, et Dean Baquet, directeur de la rédaction, promettent dans une lettre ouverte adressée à leurs lecteurs de réaffirmer la mission fondamentale du journalisme en rapportant « honnêtement ce qui se passe en Amérique et dans le monde, sans crainte ni faveur ».
Le journal publie la première enquête sur le producteur de cinéma Harvey Weinstein, qui déclenche le mouvement #metoo en 2017.
Après la victoire de Trump, le journal investit cinq millions de dollars pour créer un bureau spécial d’investigation basé à Washington, afin de couvrir exclusivement la Maison-Blanche. Ce qui est décrit comme le déploiement d'une « artillerie lourde » s’inscrit dans un contexte général de crise de la presse américaine où les plus grands titres de presse ont été fragilisés pour avoir été incapables d'anticiper la victoire du candidat républicain. Au total le journal compte, à cette époque, 1 700 journalistes. Le NYT révèle l’ingérence russe dans la campagne présidentielle de 2016 et le fait que Trump ne paye pas d’impôts sur le revenu. Le président américain qualifie le journal de « défaillant » et de « honte pour les médias », mais le suivi accru de Donald Trump est une aubaine financière pour le quotidien qui gagne nombre d'abonnés en ligne,.
Depuis plusieurs années, le journal se diversifie et s'oriente clairement — avec succès — vers le numérique qui dévaste la presse écrite, attirant ainsi la publicité ayant abandonné le support papier. Durant les années de Trump à la présidence, le New York Times affronte la concurrence féroce que lui livre le Washington Post, au style plus agressif.
En 2020, dans le contexte qui suit le meurtre de George Floyd, le quotidien décide de mettre une capitale au mot « Black » pour décrire les personnes et les cultures d’origine africaine. Concernant une éventuelle capitalisation du mot « blanc », le New York Times, décide de conserver le traitement en minuscule. « Bien qu’il y ait une question évidente de parallélisme, […] il y a moins le sentiment que "blanc" décrit une culture et une histoire partagées. De plus, les groupes haineux et les suprémacistes blancs ont longtemps privilégié le style majuscule, ce qui en soi est une raison pour l’éviter »,.
En juillet 2020, la journaliste Bari Weiss démissionne. Connue pour son engagement contre l'antisémitisme, ses positions conservatrices anti-Trump, sa « critique de l'extrême gauche » et sa dénonciation de la cancel culture, elle avait été engagée trois ans auparavant dans le cadre d'un effort du journal visant à élargir la gamme idéologique de son personnel d'opinion après l'investiture du président Trump, en tant que rédactrice en chef pour les sujets concernant la culture et la politique. Dans sa lettre de démission, elle affirme que « l'autocensure est devenue la norme »,,, suscitant les réactions de plusieurs hommes politiques américains,,. Elle assure en outre avoir été harcelée par des confrères en désaccord avec ses prises de position, lui reprochant notamment « d'écrire encore sur les Juifs ».
Lors de l'élection présidentielle de 2024, le comité de rédaction du journal soutient la candidate démocrate Kamala Harris.

## Sièges successifs

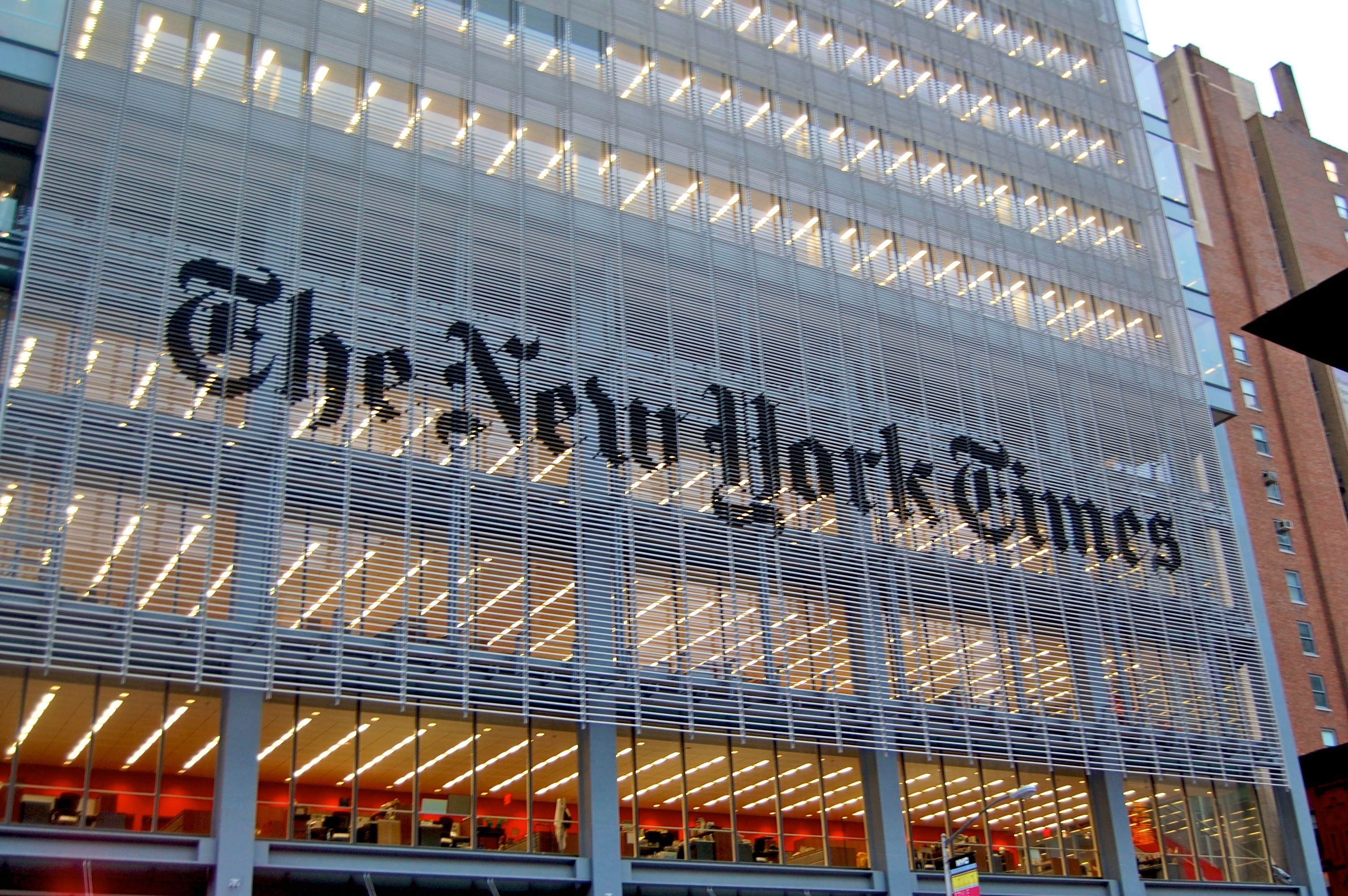
Le New York Times Building, siège du quotidien depuis 2007.

Le premier siège du New York Times est situé au 113 Nassau Street, dans le Financial District de Manhattan. En 1854, il se déplace au 138 Nassau Street, et en 1858, il déménage à nouveau pour le 41 Park Row, devenant le premier journal new-yorkais à s'installer dans un immeuble spécialement construit pour lui.
En 1904, le journal déménage au 1475 Broadway, à l'angle de la 42e Rue, sur une place nommée Longacre Square. Adolph Ochs, propriétaire du journal depuis 1896, convainc le maire George Brinton McClellan Jr. d'y construire une station de métro. La place est alors renommée Times Square, en référence au titre du journal. L'immeuble est aujourd'hui connu sous le nom One Times Square. En 1907, le New York Times y institue une tradition : à 23 h 59 le soir du Nouvel An, une boule horaire lumineuse, Times Square Ball, descend depuis le toit de l'immeuble.
En 1913, le journal s'installe pour près d'un siècle dans des locaux plus vastes, au 229 West de la 43e rue, toujours sur Times Square. L'immeuble One Times Square est revendu en 1961.
Au printemps 2007, le journal déménage dans le New York Times Building, situé trois blocs plus au sud, au 620 8th Avenue, entre les 40e et 41e rues. Deux ans plus tard, confronté à un manque de liquidités, le journal cède en crédit-bail 21 des 25 étages qu'il possède et reçoit 225 millions de dollars puis le rachète en 2019.

## Abonnés
Pour l'année 2004, le New York Times annonce :
- 1 124 700 abonnés quotidiens ;
- 1 669 700 abonnés du dimanche.

En juin 2015, le New York Times compte un million d'abonnés au journal électronique uniquement, en plus de 1,1 million d'abonnés à l'offre mixte papier/électronique. Le nombre d'abonnés à l'offre électronique atteint 2,2 millions en mai 2017.
Les chiffres du 1er trimestre 2018 marquent une nette progression du numérique. Le nombre total d'abonnés (papier et/ou Web) atteint 3,7 millions, dont 2,8 millions en ligne. La part des lecteurs dans les ressources du journal grimpe alors à 63 %, contre seulement 50 % sept ans plus tôt. Au 3e trimestre 2018, le nombre d'abonnés passe la barre des 4 millions dont trois millions pour l'offre en ligne (progression de 24,4 % en un an). Vers la fin de l'année suivante, les abonnés à la version numérique dépassent approchent la barre des cinq millions dont un peu plus de 10 % à l'étranger. Le journal est bénéficiaire.
En 2021, le New York Times dépasse les 8,4 millions d'abonnés — papier ou numérique. Il s'est fixé un objectif de 10 millions d'abonnés pour 2025. Pour y parvenir, il acquiert en janvier 2022 le site d'informations sportives The Athletic (en), qui a opté pour le payant, et qui compte 1,2 million d'abonnés.
À la fin de l'année 2024, le New York Times compte 11,43 millions d'abonnés, ce qui est inférieur aux estimations du marché, en raison d'une concurrence intensifiée (CNN, The Verge).

## Organisation
Le journal comporte trois sections principales, chacune contenant plusieurs sous-sections :
- Informations : inclut des sections dédiées aux nouvelles internationales, aux nouvelles nationales, aux affaires, à la technologie, aux sciences, à la santé, aux sports, à la région new-yorkaise, à l'éducation, au temps, et aux annonces nécrologiques.
- Opinion : inclut des pages dédiées aux éditoriaux, Op-ed et aux lettres adressées à la rédaction.
- Suppléments : inclut des sections qui portent sur les arts, la littérature, le cinéma, le théâtre, les voyages, un guide de la ville de New York, les restaurants et les vins, la maison, la décoration et les dessins. Le journal publie aussi une revue hebdomadaire et une section intitulée Week in Review. Le dimanche apparaît le New York Times Best Seller list, prestigieuse liste de meilleures ventes.

Les articles du journal sont traduits et repris par plusieurs journaux d'autres pays. Le quotidien français Le Figaro publie chaque semaine une sélection d'articles du New York Times, en version française.

## Prix
Entre 1918 et 2018, le New York Times a reçu 125 prix Pulitzer dont un nombre record de 7 pour l'année 2002.

## Responsables

### Directeurs de la publication
- Adolph Ochs (1896-1935)
- Arthur Hays Sulzberger (1935-1961)
- Orvil Dryfoos (en) (1961-1963)
- Arthur Ochs « Punch » Sulzberger (1963-1992)
- Arthur Ochs Sulzberger, Jr. (depuis 1992)

### Directeurs de la rédaction
- John Swinton (en) (1860-1870)
- Turner Catledge (en) (1964-1968)
- James Reston (1968-1969)
- vacant (1969-1976)
- A. M. Rosenthal (en) (1977-1986)
- Max Frankel (en) (1986-1994)
- Joseph Lelyveld (1994-2001)
- Howell Raines (en) (2001-2003)
- Bill Keller (2003-2011)
- Jill Abramson (2011-2014)
- Dean Baquet (depuis 2014)